# The Hollywood Revue of 1929
The Hollywood Revue of 1929, ou simplesmente The Hollywood Revue (bra: Hollywood Revue) é um filme musical pre-Code estadunidense de 1929, do gênero comédia, dirigido por Charles Reisner. Foi o segundo musical produzido pela Metro-Goldwyn-Mayer e um de seus primeiros filmes sonoros. Os mestres de cerimônias são Conrad Nagel e Jack Benny.

## Elenco
- Conrad Nagel
- Jack Benny
- Joan Crawford
- Norma Shearer
- Marion Davies
- John Gilbert
- Charles King
- Bessie Love
- Cliff Edwards
- Anita Page
- Lionel Barrymore
- William Haines
- Buster Keaton
- Stan Laurel
- Oliver Hardy
- George K. Arthur
- Marie Dressler
- Albertina Rasch
- Karl Dane
- Brox Sisters
- Gwen Lee
- Nils Asther
- Gus Edwards
- Polly Moran

## Produção
Ao contrário dos imponentes longas-metragens da MGM, que sempre ostentaram fortes valores de história, "The Hollywood Revue of 1929" foi uma produção sem enredo, repleto de atos variados. Conrad Nagel, entrevistado para o livro "The Real Tinsel", relembrou: "Todo mundo achava que Harry Rapf era louco por fazer isso". Anunciada como uma "Extravagância Musical de Estrelas", o filme inclui apresentações de grandes nomes do meio artístico da época, incluindo Joan Crawford, famosa no cinema mudo, cantando e dançando no palco. Mais tarde, ela comentou: "Revue foi algo como vamos-jogar-todos-no-set-em-uma coisa musical, mas eu fiz um bom número de música e dança".
Os destaques do filme são uma rotina de comédia estrelada por Stan Laurel e Oliver Hardy como mágicos ineptos e uma variedade de apresentações musicais. Uma delas é a estreia de "Singin' in the Rain", cantada inicialmente por Cliff Edwards como "Ukulele Ike", e posteriormente cantada no final do filme por todo o elenco. Esta última sequência em cores que continha todas as estrelas presentes na produção foi uma adição de última hora ao filme, filmada tarde da noite em 10 de junho de 1929, apenas dez dias antes da estreia no Teatro Chinês de Grauman. As únicas grandes estrelas da MGM que não aparecem na produção são Greta Garbo, Ramón Novarro e Lon Chaney, embora Chaney seja referido pelo nome em uma das canções apresentadas, e Garbo seja mencionada durante um dos diálogos introdutórios. Apenas uma sequência musical foi cortada do filme: três canções das Brox Sisters, que foi reciclada em um curta-metragem, "Gems of MGM". Outra sequência, uma paródia do balé de Albertina Rasch, intitulado "pearl dance", feita por Marie Dressler, foi planejada, mas não foi filmada por ser longo demais (como revelam os registros de produção do filme). Em vez disso, o número foi substituído por outro com Buster Keaton, embora Dressler tenha posado para fotos usando uma peruca de Lady Godiva.
O filme às vezes é citado, como no lançamento em DVD de "Singin' in the Rain" (1952), como o filme que deu fim à carreira de John Gilbert. Gilbert, um popular ator de cinema mudo mais conhecido por seu trabalho ao lado de Garbo, possuía uma voz tenor agradável que não combinava com sua imagem heróica e arrojada nas telas. Em "Hollywood Revue", ele participa de uma das cenas da reinterpretação de Romeu e Julieta ao lado de Norma Shearer, primeiro feito de forma séria, e depois feito com risadas e gírias contemporâneas. É possível, porém, que o efeito negativo do filme na carreira de Gilbert tenha sido exagerado, já que muitas críticas contemporâneas não criticaram sua atuação. Os problemas da queda de sua carreira realmente começaram com os próximos dois filmes que fez, "His Glorious Night" (1929) e "Redemption" (1930).

## Números musicais

### Ato I
1. "The Palace of Minstrel" – cantada por um coral.
2. "Masters of Ceremonies" – Jack Benny introduzindo Conrad Nagel, com participação de Charles King e Cliff Edwards.
3. "Got a Feeling for You" – cantada por Joan Crawford.
4. "Old Folks at Home" – cantada por um coral.
5. "Old Black Joe" – cantada por um coral.
6. "Low-Down Rhythm" – cantada e dançada por June Purcell.
7. "Your Mother and Mine" – cantada por Charles King.
8. "You Were Meant for Me" – cantada por Conrad Nagel (dublado por Charles King) para Anita Page.
9. "Nobody but You" – cantada por Cliff Edwards.
10. "Your Mother and Mine" – tocada por Jack Benny em seu violino com interjeições de Karl Dane e George K. Arthur.
11. "Cut Up" – paródia com William Haines rasgando o terno de Jack Benny.
12. "I Never Knew I Could Do a Thing Like That" – cantada por Bessie Love.
13. "For I'm the Queen" – cantada por Marie Dressler.
14. "Magic Act" – apresentado por Jack Benny, com participação de Laurel & Hardy como mágicos em uma paródia (sua primeira aparição em um filme sonoro).
15. "Military March" – com Marion Davies cantando "Oh, What a Man" e "Tommy Atkins on Parade", seguido de exercícios militares e dança. As Brox Sisters concluem o número cantando "Strike Up the Band"

### Intervalo
1. "Nobody But You", "Your Mother and Mine", e "I've Got a Feeling for You" – cantadas por uma orquestra.

### Ato II
1. "The Pearl Ballet" – cantada por James Burrows e dançada por Beth Laemmle e o balé de Albertina Rasch.
2. "The Dance of the Sea" – uma dança "subaquática" realizada por Buster Keaton.
3. "Lon Chaney's Gonna Get You If You Don't Watch Out" – cantada por Gus Edwards.
4. "The Adagio Dance" – com participação da Natova Company.
5. "Romeo and Juliet" (em Technicolor) – com John Gilbert e Norma Shearer, e Lionel Barrymore como o diretor.
6. "Singin' in the Rain" – cantada por Cliff Edwards, com as Brox Sisters.
7. "Charlie, Gus, and Ike" – com Charles King, Gus Edwards e Cliff Edwards.
8. "Marie, Polly, and Bess" – com Marie Dressler, Polly Moran e Bessie Love.
9. "Orange Blossom Time" (em Technicolor) – cantada poe Charles King para Myrtle McLaughlin, e dançada pelo balé de Albertina Rasch.
10. "Singin' in the Rain" (final; em Technicolor) – cantada por todo o elenco.

## Recepção
O filme, que foi filmado em 25 dias com um orçamento de US$ 426.000, foi um sucesso público e crítico, especialmente em suas exibições iniciais nas grandes cidades. Em sua crítica para o The New York Times, Mordaunt Hall escreveu que o filme é "cheio de boa diversão e música cativante". A Variety chamou-o de "o filme mais inovador a ser lançado até hoje ... Se as cabines do cinema derem uma pausa equilibrada, nada poderá detê-lo". O Film Daily escreveu: "Um sucesso e um uau. Produção inteligente com uma comédia lindamente vestida e um elenco de ouro". John Mosher, da The New Yorker, chamou-a de "a comédia musical mais extravagante e extensa até agora apresentada pelos filmes falados e é em si uma diversão noturna completa".
O filme obteve um lucro de US$ 1.1 milhão nos primeiros dias. O produtor Rapf tentou fazer uma continuação para o projeto, "The Hollywood Revue of 1930", que teve seu título de produção alterado para "The March of Time" durante a produção, mas foi arquivado e abandonado depois do início da pré-produção. Os números musicais que já estavam filmados para o filme foram transformados em curtas-metragens da MGM no início dos anos 1930.

### Bilheteria
De acordo com os registros da Metro-Goldwyn-Mayer, o filme arrecadou US$ 1.527.000 nacionalmente e US$ 894.000 no exterior, totalizando US$ 2.421.000 mundialmente. O retorno lucrativo da produção foi de US$ 1.135.000.

## Versão alternativa
Algumas fontes listam o tempo de execução original de "The Hollywood Revue of 1929" como sendo 130 minutos. Pelo menos duas sequências da versão original estão faltando nas impressões atuais: uma recitação de abertura feita por dançarinas que são vistas posando na frente de uma placa escrita "Hollywood Revue", e a aparição de Nils Asther, que ajudou Jack Benny a apresentar o número final de "Orange Blossom".

## Preservação
O filme sobrevive intacto com suas sequências originais em Technicolor. Foi lançado em LaserDisc na década de 1990 pela MGM/UA Home Video, e em DVD em 2009 pela Warner Archive Collection.